# Кубердон

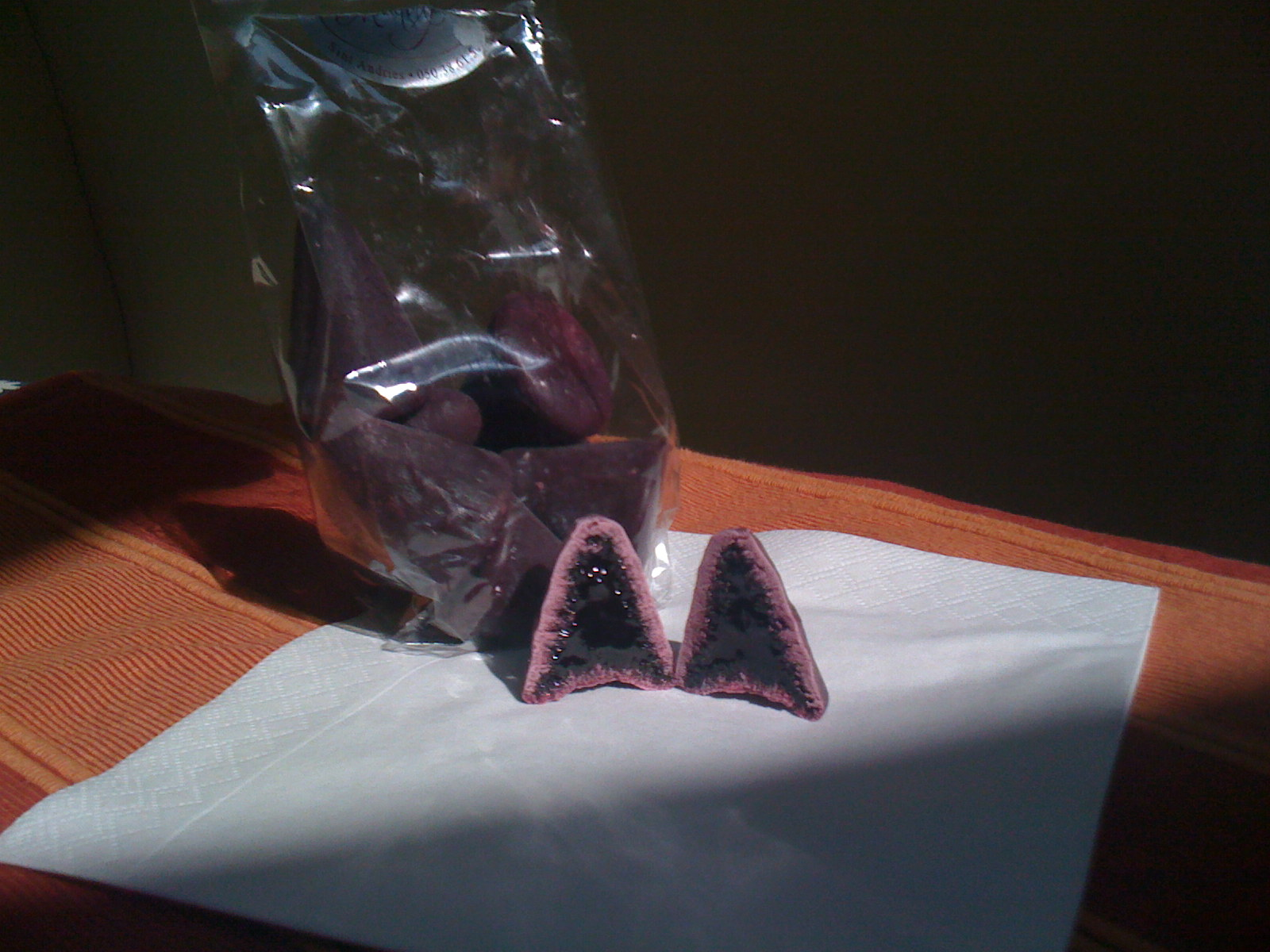
Кубердон в разрезе.

Кубердоны, гентские носики (Gentse neuzen по-фламандски) или носики (neuzen по-фламандски) — конусообразная бельгийская конфета из Восточной Фландрии, похожая по форме на нос. Эти конфеты также известны под французским именем «шапка кюре» (chapeau du curé). Традиционный кубердон фиолетового цвета, шириной 2,5 см и весит от 10 до 18 граммов. Внешний слой у конфет твёрдый, но они мягкие внутри. Их можно хранить около трёх недель, со временем начинка уплотняется и твердеет, поэтому их трудно экспортировать и можно купить только в Бельгии.

## История
В 1873 году рецепт кубердона случайно открыл гентский аптекарь Де Винк (De Vynck). Чтобы сохранить лекарство дольше, их принимали в виде сиропа в XIX веке. Когда аптекарь исследовал препарат, то после нескольких дней он заметил, что на нём сформировалась корка, в то время как начинка была ещё жидкой. Благодаря этому открытию ему пришла в голову идея приготовить конфеты с неудавшимся препаратом.
В начале 2015 года в Генте была война носов, когда один из продавцов носиков назвал носики свего конкурента «химическим мусором». Карл Деместере (Carl Demeestere) и Сонни Брейне (Sonny Breine) уже годами находились в недружественных отношениях друг с другом и в данный момент они вступили в драку. Драка вызвала всеобщее внимание в прессе, после чего продажа кубердонов резко повысилась. Судья приговорил клеветника к штрафу 1000 евро за каждое констатированное нарушение.

## Цвет, вкус, приготовление и производные продукты

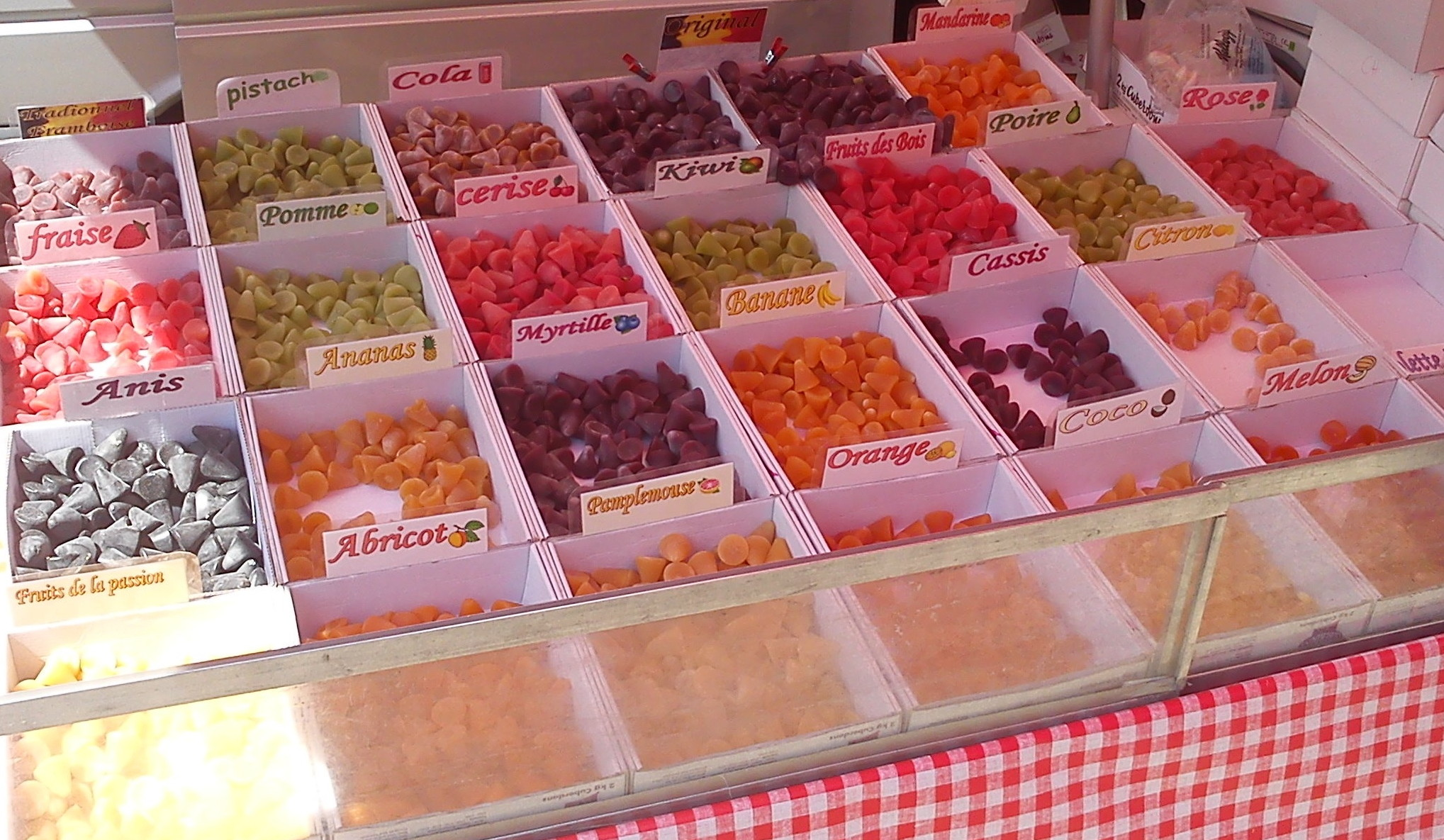
Кубердоны разных сортов на прилавке.

Кубердоны изготовляются с гуммиарабиком (натуральный продукт из сока акации, используемый также для приготовления таких сладостей, как лакрица, кола и маршмэллоу). Во время Второй мировой войны этот ингредиент больше не продавался в Европе, и сладости почти совсем канули в забвение. Только с 1946 года гуммиарабик опять стали импортировать в Бельгию, и несколько кондитеров, которые вспомнили рецепт, возобновили производство кубердонов. Сегодня этот ингредиент часто заменяется желатином.
VLAM, учреждение фламандского правительства, отвечающее за маркетинг сельского хозяйства, признает кубердоны продуктом местного изготовления. Классические кубердоны напоминают на вкус малину. С недавних пор существуют более 25 видов кубердонов, разных цветов и вкусов, как, например, клубника, вишня, лимон, банан, ананас, кокосовый орех, бергамот, ваниль, кола, корица, дыня, апельсин, мандарин, персик, яблоко, груша, киви, мята, фиалка, черника, лаванда и анис. Сегодня существуют разные производные продукты кубердонов, среди которых женевер, мороженое, десертный соус, сладкая паста и печенье. Уже около десяти лет вкус классического кубердона относится к вкусам, которые используются в энологии, для того чтобы описать свойства вкуса вина.

## Кондитерская Гелдхоф
В 1939 году Антуан Гелдхоф (Antoine Geldhof), в возрасте 14 лет, начал работать в большой кондитерской в Генте, где он взял рецепт кубердонов 19-го века у внука первоначального изобретателя конфеты. После рождения сына Тони Гелдхофа (Tony Geldhof), Антуан основал Кондитерскую Гелдхоф (Confiserie Geldhof) в бельгийском городе Экло. С 1954 года Кондитерская Гелдхоф производит традиционные кубердоны. После того как кубердон был признан продуктом местного производства, его популярность возрождается. Кондитерская Гелдхоф производит около 400 тонн продукции, что и делает компанию бесспорным лидером на рынке.